# 부젠마스다역
부젠마스다역(일본어: 豊前桝田駅)은 일본 후쿠오카현 다가와군 소에다정에 있는 규슈 여객철도 히타히코산 선의 철도역이다.

## 역 구조
단선 승강장 1면 1선을 가진 지상역이다. 승강장과 대합실만 있으나, 현재는 무인역이다.

## 역 주변
- 히코산 병원

## 역사
- 1942년 8월 25일 : 다가와 선 니시소에다 - 히코산 간 연신에 수반해 개업.
- 1960년 4월 1일 : 구간 분리 · 통합에 수반해 히타히코산 선 소속으로 된다.
- 1987년 4월 1일 : 국철 분할 민영화에 의해 규슈 여객철도에 승계.

## 인접 역
| 히타히코산 선          | 히타히코산 선 | 히타히코산 선      |
| ---------------------- | ------------- | ------------------ |
| 간유샤히코산 조노 방면 | ■ 보통        | 히코산 요아케 방면 |